# 阿尔文·罗思
阿爾文·埃利奧特·羅思（英語：Alvin Elliot Roth，1951年12月18日—）是美国经济学家，目前在斯坦福大学经济系担任克雷格.苏珊麦考经济学教授。罗思在博弈论、市场设计和实验经济学领域做出显著贡献。在2012年，他与劳埃德·沙普利共同获得了诺贝尔经济学奖。

## 简介
罗思是一个犹太裔美国人，1971年毕业于哥伦比亚大学，获得運籌學的学位。随后来到史丹佛大學，在1973年和1974年分别获得运筹学的硕士和博士学位。
离开斯坦福后，罗思在伊利诺伊大学厄巴纳-香槟分校任教到1982年。然后，他担任匹兹堡大学的经济学教授，在匹大時期，他也擔任哲學科學中心研究員與凱茲商學院教授。直到1998年，他離開匹大开始任教于哈佛大学。2012年他决定回到斯坦福大学。2013年，他将成为斯坦福大学的正式成员。
罗思是美国文理科学院院士。也是美國全國經濟研究所（NBER）和计量经济学会的成员。

## 个人生活
罗思已婚，有两个孩子。